# BAe 146
BAe 146 este un avion comercial de capacitate medie, fabricat în Regatul Unit de British Aerospace. Producția a început în anul 1983 și a durat până în 2002. Cu 394 de avioane produse (BAe 146: 221; Avro RJ: 170; Avro RJX: 3),Avro RJ/BAe este al doilea turboreactor civil britanic ca număr de avioane.
BAe 146 s-a produs în trei variante:
- BAe 146-100 = Avro RJ70
- BAe 146-200 = Avro RJ85
- BAe 146-300 = Avro RJ100

## Caracteristici pentru BAe 146-200
- Avion turboreactor
- Echipaj: 6 persoane, dintre care doi piloți
- Capacitate: 85 - 100 pasageri
- Lungime: 28,55 m
- Anvergură: 26,34 m
- Înălțime: 8,61 m
- Suprafață portantă: 77,30 m²
- Greutate gol: 33300 kg
- Greutate maximă încărcat: 42200 kg
- Motoare: Honeywell ALF 502R-5
- Tip: turboreactor
- Număr de motoare: 4
- Tracțiune: 31 kN
- Viteză maximă: 893 km/h
- Viteză de croazieră: 750 km/h (404 noduri)
- Autonomie: 2075 km
- Plafon: 9500 m